# Zabójczy widok
Zabójczy widok (A View to a Kill) – czternasty film wytwórni EON Productions o przygodach Jamesa Bonda, wbrew tytułowi nie nawiązujący fabułą do opowiadania W perspektywie mordu (From a View to a Kill) autorstwa Iana Fleminga, zamieszczonego w zbiorze Tylko dla twoich oczu. Po raz siódmy i ostatni w tę rolę wcielił się Roger Moore. Słynny agent brytyjskiego wywiadu ma za przeciwnika niespotykanie inteligentnego Maxa Zorina, owoc modyfikacji genetycznych wprowadzonych za sprawą eksperymentów pseudonaukowych niemieckich narodowych socjalistów. Partnerkę Zorina gra piosenkarka Grace Jones.
Piosenka przewodnia filmu wykonywana przez zespół Duran Duran „A View to a Kill” osiągnęła wysokie wyniki na listach przebojów. 13 lipca osiągnęła pierwsze miejsce na liście US Billboard Hot 100. Była jedyną piosenką z filmów o Bondzie, która osiągnęła pierwsze miejsce na liście Billboard Hot 100. Zdobyła też Złoty Glob. Gościła także na I miejscu na polskiej Liście przebojów Programu Trzeciego. W 1985 roku wyszedł singiel zespołu z tą piosenką.
W filmie debiutował Dolph Lundgren.

## Fabuła
Agent MI6 James Bond zostaje wysłany na Syberię, by odnaleźć ciało agenta 003 i odzyskać mikroprocesor, pochodzący ze Związku Radzieckiego. Po powrocie, Q analizuje mikrochip i dochodzi do wniosku, że jest to kopia chipa zaprojektowanego tak, aby wytrzymać impuls elektromagnetyczny. Został on wykonany przez przedsiębiorstwo Zorin Industries, należące do Maxa Zorina. Bond ma dowiedzieć się, kto odpowiada za przeciek. W tym celu udaje się na wyścigi konne, by obserwować właściciela firmy, który wystawił swojego konia. Koń Zorina wygrywa wyścig, ale zachowuje się niespokojnie. Sir Godfrey Tibbett, trener koni wyścigowych i agent MI6, uważa, że koń Zorina był pod wpływem narkotyków, chociaż testy okazały się negatywne. Poprzez Tibbetta Bond spotyka się z prywatnym detektywem francuskim Achillem Auberginem, który prowadzi dochodzenie w tej sprawie dla francuskiego klubu dżokejów. Mężczyzna ten informuje, że Zorin organizuje niedługo coroczną aukcję w stadninie koło Paryża. Chwilę później zostaje zamordowany przez współpracownicę Zorina, May Day, która ucieka na spadochronie, zeskakując z wieży Eiffel'a. Bond, wraz z Tibbettem udaje się do stadniny koni Zorina. Spotyka tam pannę Stacey Sutton, której Zorin wypisuje czek na 5 milionów dolarów. Zanim Bond dowiaduje się szczegółów, kobieta odlatuje helikopterem. W stajniach agent 007 znajduje podziemne laboratorium, w którym odkrywa, że zwycięski koń miał wszczepiony mikroprocesor, który kontroluje dopływ naturalnych steroidów. Zorin w końcu poznaje prawdziwą tożsamość Bonda i postanawia go zabić podczas przejażdżki konnej. Udaje się mu uciec, jednak Tibbett zostaje zabity. Do Zorina przyjeżdża Gogol, generał Związku Radzieckiego. Z rozmowy wynika, że Zorin jest byłym agentem KGB, który nie chce dłużej współpracować. 

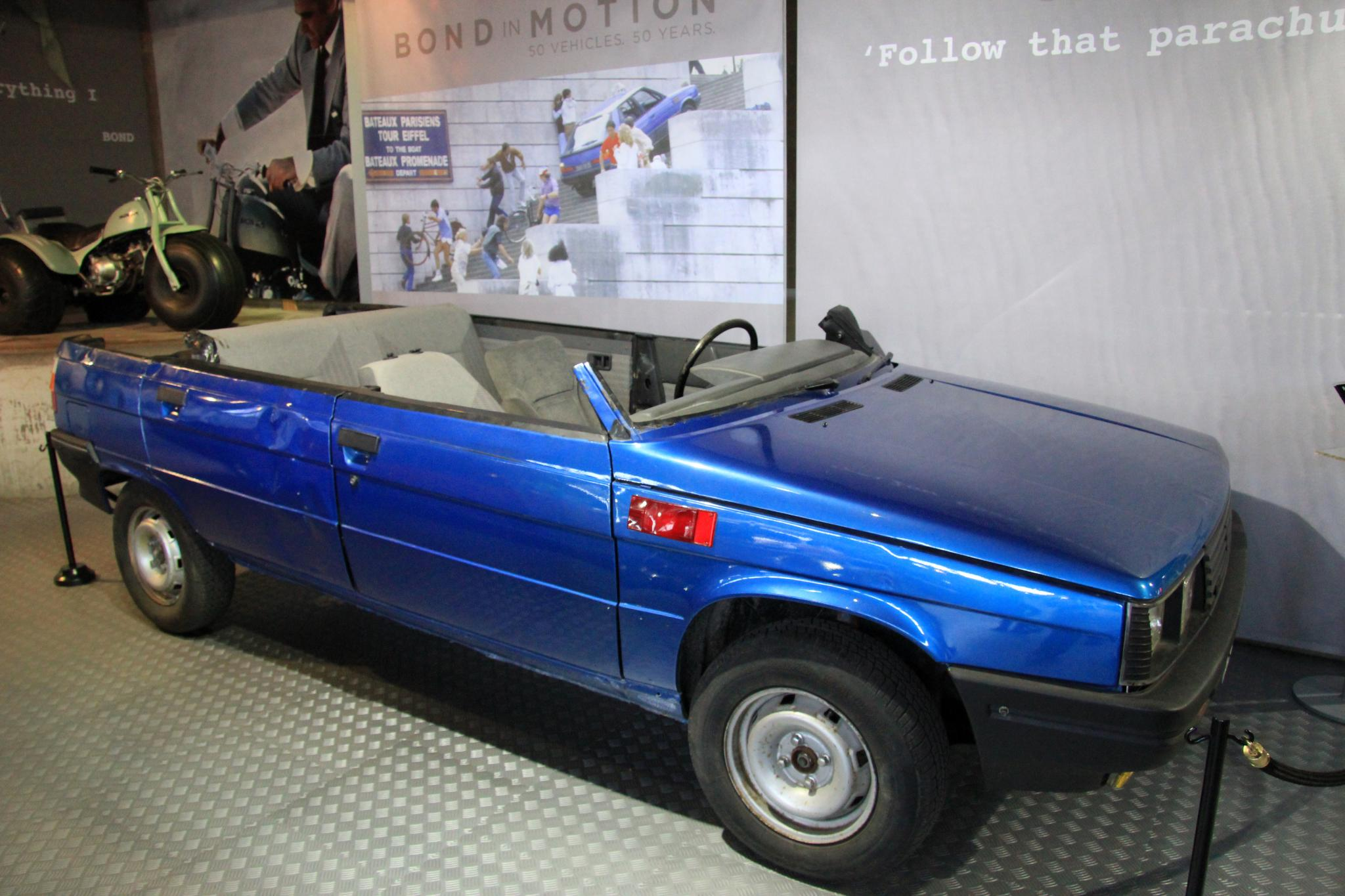
Renault 11 użyty w filmie

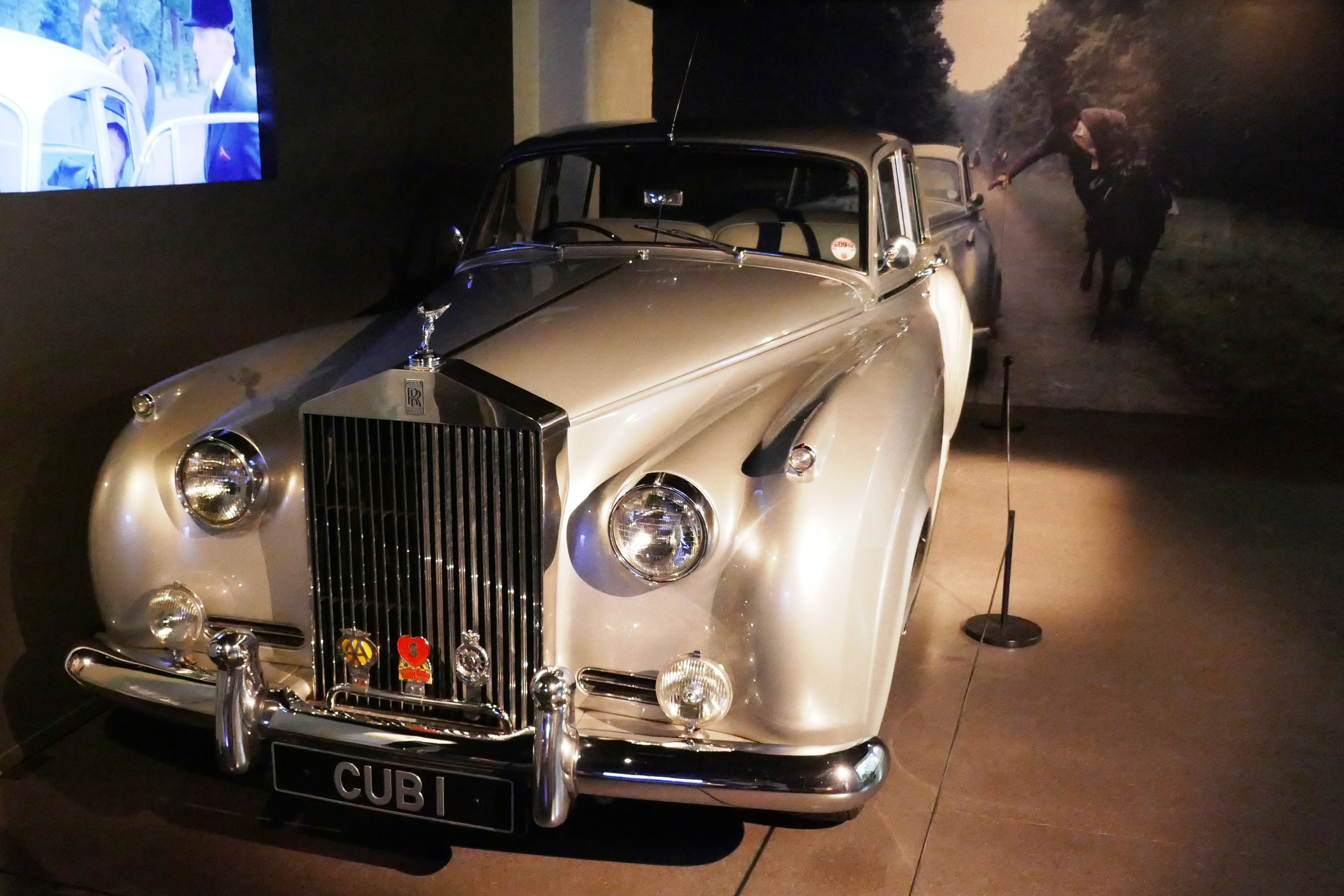
Rolls Royce Silver Cloud użyty w filmie

Bond udaje się do San Francisco, by spotkać się z agentem CIA, Chuckiem Lee, który twierdzi, że Zorin może być efektem eksperymentu genetycznego, przeprowadzonego przez niemieckiego naukowca, Carla Mortnera, który teraz jest jego współpracownikiem. Następnie Bond udaje się do pobliskiej platformy wiertniczej, należącej do Zorina. Spotyka tam agentkę KGB, Polę Iwanową, która nagrywa rozmowy na platformie. Bond kradnie nagranie, z którego wynika, że Zorin planuje operację Główne Uderzenie, które ma związek z Krzemową Doliną. Agent 007 udaje się do Wydziału Ropy i Kopalń, by dowiedzieć się, dlaczego Zorin wtłaczał wodę do rurociągów. Na miejscu spotyka niedawną znajomą, Stacey Sutton. W jej domu ratuje ją przed atakiem zbirów Zorina. Z rozmowy wynika, że dostała ona w spadku rodzinną firmę naftową, którą przez podstęp przejął Zorin. Kobiecie udało się zachować udziały w firmie, a Zorin chciał je kupić za 5 mln. Następnego dnia ma miejsce trzęsienie ziemi. Kobieta korzystając z danych Instytutu, widzi, że epicentrum miało miejsce w pobliżu pola naftowego Zorina. Bond mówi jej o swoim odkryciu, że Zorin do szybów pompował wodę morską. Kobieta twierdzi, że to skrajnie niebezpieczne, gdyż znajdują się one w uskoku Haywarda i ich zalanie spowoduje trzęsienie ziemi. Informuje ona przełożonego, by ten powstrzymał Zorina, jednak zostaje zwolniona. Oboje udają się do ratusza, by poznać lokalizację szybów. Odkrywają opuszczoną kopalnię srebra, niedaleko uskoku San Andreas. Poszukiwania przerywa pojawienie się Zorina, który więzi parę w windzie i podpala budynek. Po ucieczce z budynku, James i Stacey udają się do kopalni, która wcale nie jest opuszczona. W budynku odkrywają plany Zorina. Przepompował on wodę morską do uskoku Haywarda i zamierza wysadzić tunele pod jeziorami, prowadzącymi do uskoku San Andreas, aby go zalać. Dodatkowo chce on wysadzić główną warstwę geologiczną, która zabiegłaby jednoczesnemu przemieszczeniu się uskoków. Jego działania doprowadziłyby do zalania Krzemowej Doliny. Para zostaje odkryta przez ludzi Zorina i ucieka tunelami, goniona przez May Day. Jednocześnie Zorin wysadza dno jeziora, zalewając całą kopalnię. May Day widząc, że została zdradzona przez Zorina, pomaga Bondowi w wywiezieniu detonatora, mającego odpalić ładunki, niszczące warstwę geologiczną. W akcie zemsty za pokrzyżowanie planów, Stacey zostaje uprowadzona do sterowca Zorina. W ostatniej chwili Bondowi udaje się do niego dostać. Trzymając się liny, udaje się mu przywiązać sterowiec do rusztowania mostu Golden Gate. W wyniku szarpaniny Zorin spada z mostu, a sterowiec zostaje zniszczony. Historia kończy się odznaczeniem Bonda orderem Lenina. 

## Produkcja
Sukces kasowy Ośmiorniczki skłonił producentów do jak najszybszego rozpoczęcia prac nad 14. filmem z serii. W czerwcu 1984 roku skompletowano obsadę, zdjęcia ruszyły 23 czerwca 1984 roku. Ekipa zaczęła prace na Islandii, „grającej” w filmie rosyjską Syberię. Ekipa pracowała na jeziorze pełnym dryfujących gór lodowych, co powodowało wielokrotne utraty sprzętu. Tuż przed rozpoczęciem zdjęć w Pinewood Studios, hala zdjęciowa spłonęła, postanowiono więc w tym czasie zrealizować zdjęcia w Paryżu. Problemy natury biurokratycznej spowodowała chęć nakręcenia sceny skoku z wieży Eiffel’a. Francuzi nie chcieli się na to zgodzić.. Ostatecznie wszystko odbyło się zgodnie z planem. Ze stolicy Francji filmowcy przenieśli się do Chantilly, gdzie w miejscowym zamku zrealizowano sceny w rezydencji Zorina. W końcu września ekipa wyleciała do USA, do San Francisco. Kręcono tam sceny m.in. pościgu wozem strażackim. Przeskok tego pojazdu nad mostem nakręcono przy użyciu prawdziwego pojazdu strażackiego. Po San Francisco filmowcy wrócili do Londynu. W odbudowanej hali nakręcono scenę na moście Golden Gate. Następnie kręcono zdjęcia w kopalni, które źle znosiła aktorka Grace Jones. Zdjęcia zakończono 16 stycznia 1985 roku. Światowa premiera filmu odbyła się w San Francisco 22 maja 1985 roku. Brytyjska premiera miała miejsce 12 czerwca 1985 roku.

### Miejsca akcji
- Koło podbiegunowe
- Anglia: Londyn i in.
- Francja: Paryż i in.
- San Francisco

## Obsada
- Roger Moore – James Bond
- Christopher Walken – Max Zorin
- Tanya Roberts – Stacey Sutton
- Grace Jones – May Day
- Patrick Macnee – sir Godfrey Tibbett
- Willoughby Gray – dr Carl Mortner / Hans Glaub
- Patrick Bauchau – Scarpine
- Manning Redwood – Bob Conley
- Robert Brown – M
- Desmond Llewelyn – Q
- Lois Maxwell – Panna Moneypenny
- Walter Gotell – generał Anatol Gogol
- Geoffrey Keen –  minister obrony Sir Frederick Gray
- Alison Doody – Jenny Flex
- Papillon Soo Soo – Pan Ho
- David Yip – Chuck Lee
- Fiona Fullerton – Pola Iwanowa
- Bogdan Kominowski – Klotkoff
- Joe Flood – kapitan policji San Francisco
- Jean Rougerie – Achille Aubergine
- Daniel Benzali – W.G. Howe
- Ron Tarr – ochroniarz magazynu #1
- Taylor McAuley– ochroniarz magazynu #2
- Doug Robinson – zbir Zorina w rezydencji Suttonów
- Anthony Chinn – tajwański potentat
- Carole Ashby – Dominique
- Dominique Risbourg – technik manipulujący motylami
- Lucien Jérôme – paryski taksówkarz
- Robert Ian Mackenzie – paryski pan młody
- Dolph Lundgren – Venz
- Mary Stävin – Kimberley Jones
- Sjewa Nowgorodcew – radziecki pilot helikoptera

## Nagrody
- Akademia Science Fiction, Fantasy i Horroru nominowała ten film w dwóch kategoriach w 1986 roku.
  - nominacja Saturn Najlepszy film science fiction
  - Najlepsza aktorka drugoplanowa Grace Jones
- Fundacja Nagrody 'Złota Malina' (GRAF) nominowała ten film w jednej kategorii w 1986 roku.
  - nominacja Złota Malina Najgorsza aktorka Tanya Roberts